# Ohrberg (Klein Berkel)

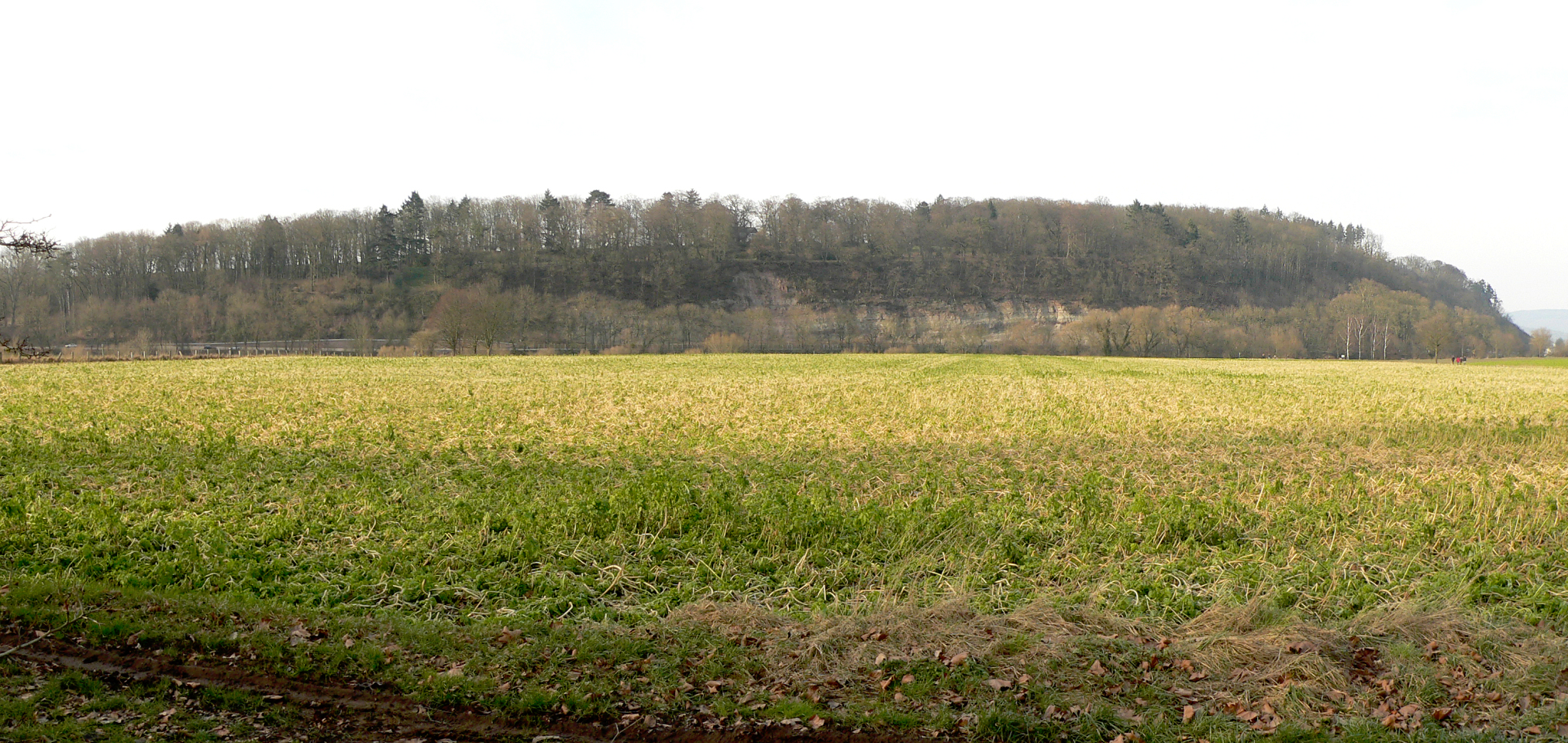
Der Ohrberg mit Steilkante

Der Ohrberg ist ein 148 m ü. NN hoher bewaldeter Hügel des Niedersächsischen Berglandes bei Hameln, der zwischen den Ortsteilen Klein Berkel und Ohr liegt.

## Beschreibung

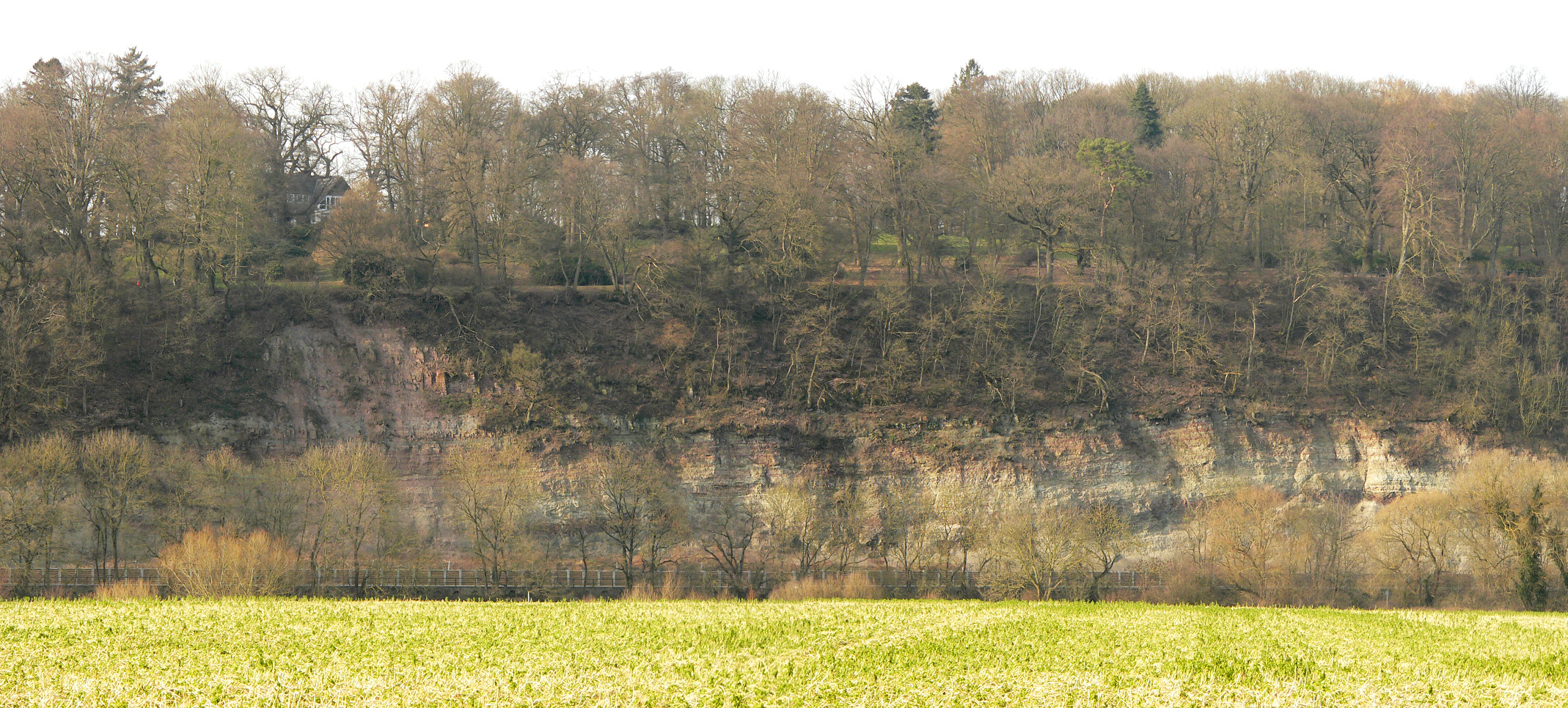
Steilkante des Ohrbergs aus Gipskeuper

Der Ohrberg erhebt sich circa 80 Meter über dem Tal der Weser und fallt im Osten steil zum Fluss ab, wo die B 83 verläuft. Am Steilhang steht etwa 235 Mio. Jahre alter Gipskeuper an, der durch Hangrutschungen zutage tritt. Der Hang ist technisch durch Verbauung gesichert, um die darunter verlaufene Bundesstraße vor Rutschungen zu schützen.
Im nördlichen Bereich des Berges herrscht Wald vor. Im südlichen Bereich befindet sich der 45 ha große Ohrbergpark als Parkanlage im Stile eines englischen Landschaftsgartens.

## Geschichte

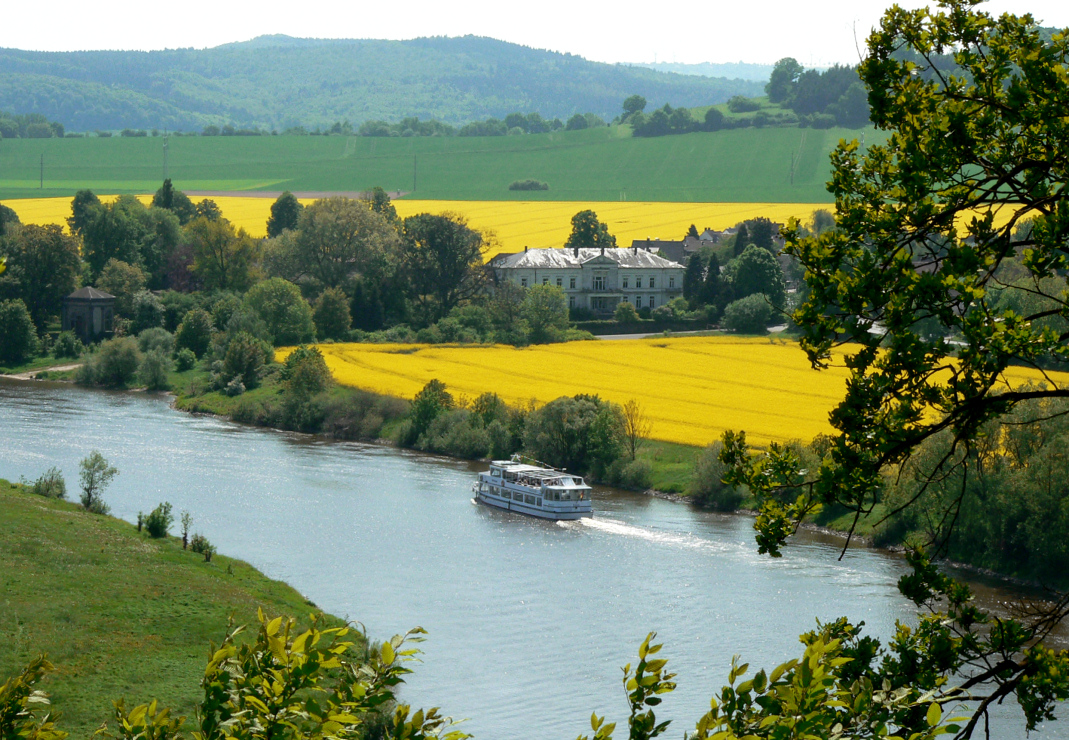
Blick vom Ohrberg auf die Weser und das Herrenhaus des Rittergutes Ohr

Der Ohrberg gehört zu den Ländereien des Rittergutes Ohr in Ohr, das sich seit dem Jahre 1307 im Besitz der Familie von Hake befindet. Der Berg diente lange Zeit als Waldweide und zur Holznutzung. Christian Ludewig von Hake, der seit 1779 das königliche Hofbau- und Gartenamt in Hannover leitete, begann Ende des 18. Jahrhunderts den Ohrberg als Park gärtnerisch zu gestalten. Ab 1817 wandelte Georg Adolf von Hake den südlichen Bereich des Berges in einen Landschaftspark, den heutigen Ohrbergpark, um.
Während des Zweiten Weltkrieges schlug 1940 im nördlichen Bereich des Berges eine Fliegerbombe ein, ohne das größerer Schaden entstand. Seit 1936 steht der Ohrberg mit seinen Parkanlagen unter Landschaftsschutz. Die Pflege des Parks nimmt die Familie von Hake vor, in deren Eigentum die Gartenanlage noch heute steht.